# Durdle Door

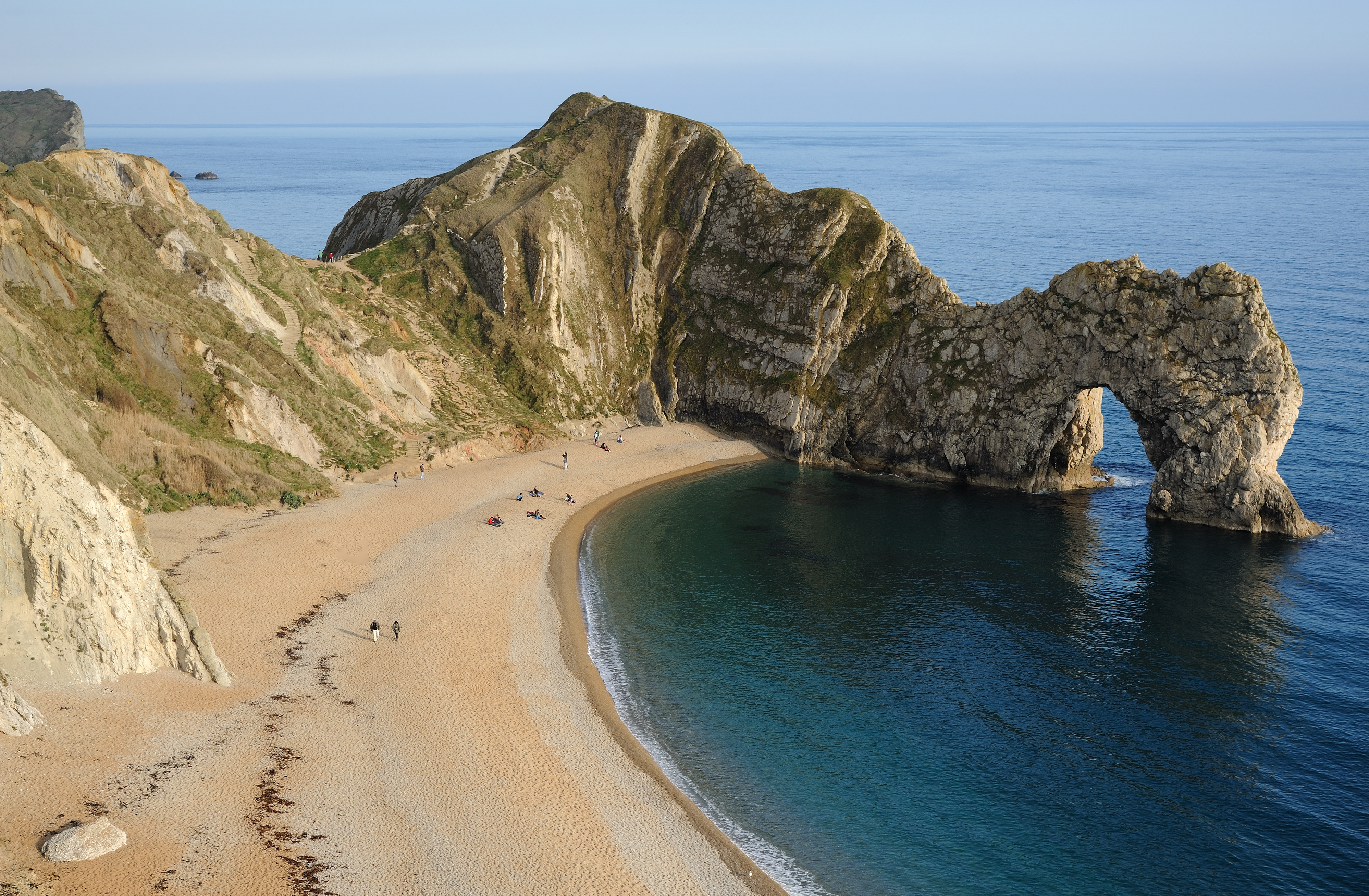
Durdle Door, Dorset

Durdle Door (de vegades escrit Durdle Dor) és un arc natural de pedra calcària a la Costa Juràssica prop de Lulworth a Dorset, Anglaterra. És propietat privada de la família Weld, propietari de la finca Lulworth, però també està oberta al públic.

## Geologia
La forma de la costa al voltant de Durdle Door està controlada per la seva geologia, tant per les dureses contrastades de les roques com pels patrons locals de falles i plecs. L'arc s'ha format en una línia de costa concordant on bandes de roca corren paral·leles a la línia de costa. Els estrats de roca són gairebé verticals, i les bandes de roca són força estretes. Originalment una banda de pedra calcària de Portland resistent corria al llarg de la costa, la mateixa banda que apareix una milla al llarg de la costa formant l'estreta entrada a Lulworth Cove. Darrere d'això hi ha un 120-metre (390 ft) banda de roques més febles i fàcilment erosionades, i darrere d'aquesta hi ha una banda de guix més forta i molt més gruixuda, que forma els Purbeck Hills. Aquestes roques amb una submersió pronunciada formen part de l'arruïnament de Lulworth, ell mateix part del monoclinal de Purbeck més ampli, produït per la construcció dels Alps durant el Cenozoic mitjà.

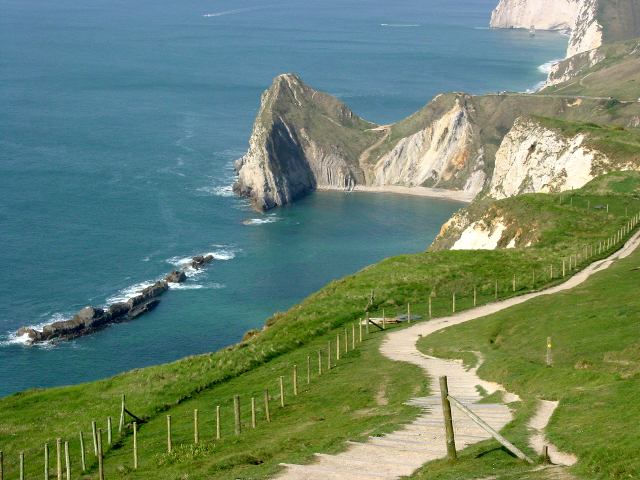
Una "vista posterior" del promontori de Durdle Door des de l'est, que mostra les restes dels estrats més resistents a la badia de Man O'War

La pedra calcària i el guix es troben més a prop a Durdle Door que a Swanage, 10 milles (16 km) a l'est, on la distància és de més de 2 milles (3 km). Al voltant d'aquesta part de la costa gairebé tota la pedra calcària ha estat eliminada per l'erosió del mar, mentre que la resta forma el petit cap que inclou l'arc. L'erosió a l'extrem occidental de la banda de pedra calcària ha donat lloc a la formació de l'arc. Els equips de la UNESCO controlen l'estat tant de l'arc com de la platja adjacent.
Els 120-metre (390 ft) l'istme que uneix la pedra calcària amb el guix està fet d'una 50-metre (160 ft) banda de pedra calcària de Portland, una banda estreta i comprimida d'argiles i sorres de Wealden del Cretaci, i després bandes estretes de sorra verda i arenisca.
A Man O' War Bay, la petita badia immediatament a l'est de Durdle Door, la banda de calcària de Portland i Purbeck no s'ha erosionat del tot, i és visible per sobre de les ones com Man O'War Rocks. De la mateixa manera, en alta mar a l'oest, l'aflorament de pedra calcària erosionada forma una línia de petits illots rocosos anomenats (d'est a oest) The Bull, The Blind Cow, The Cow, and The Calf. (El Toro, La Vaca Cega, La Vaca i El Vedell).
Com que la línia de costa d'aquesta zona és generalment un paisatge erosionat, els penya-segats estan subjectes a despreniments i esllavissades ocasionals; l'abril de 2013 es va produir una lliscament especialment gran just a l'est de Durdle Door, que va provocar la destrucció d'una part del camí de la costa sud-oest.

## Etimologia
Hi ha una escassetat de registres escrits primerencs sobre l'arc, encara que ha mantingut un nom que se li va donar probablement fa més de mil anys. A finals del segle XVIII hi ha una descripció del "magnífic arc de Durdle-rock Door", i els mapes de principis del segle XIX l'anomenaven "Duddledoor" i "Durdle" o "Dudde Door". El 1811 el primer mapa Ordnance Survey de la zona la va anomenar "Dirdale Door". Durdle deriva de l'anglès antic thir, que significa perforar, drill en anglès, que al seu torn deriva de thyrel, que vol dir forat. Noms similars a la regió inclouen Durlston Bay i Durlston Head més a l'est, on una pila costanera suggereix l'existència d'un arc anterior, i Thurlestone, una roca arquejada al veí comtat de Devon a l'oest. La part de la Porta del nom probablement manté el seu significat modern, fent referència a la forma arquejada de la roca; a finals del segle XIX es fa referència a que es deia "porta del graner", i es descriu com a "prou alt perquè hi pugui passar un vaixell de vela de bona mida".

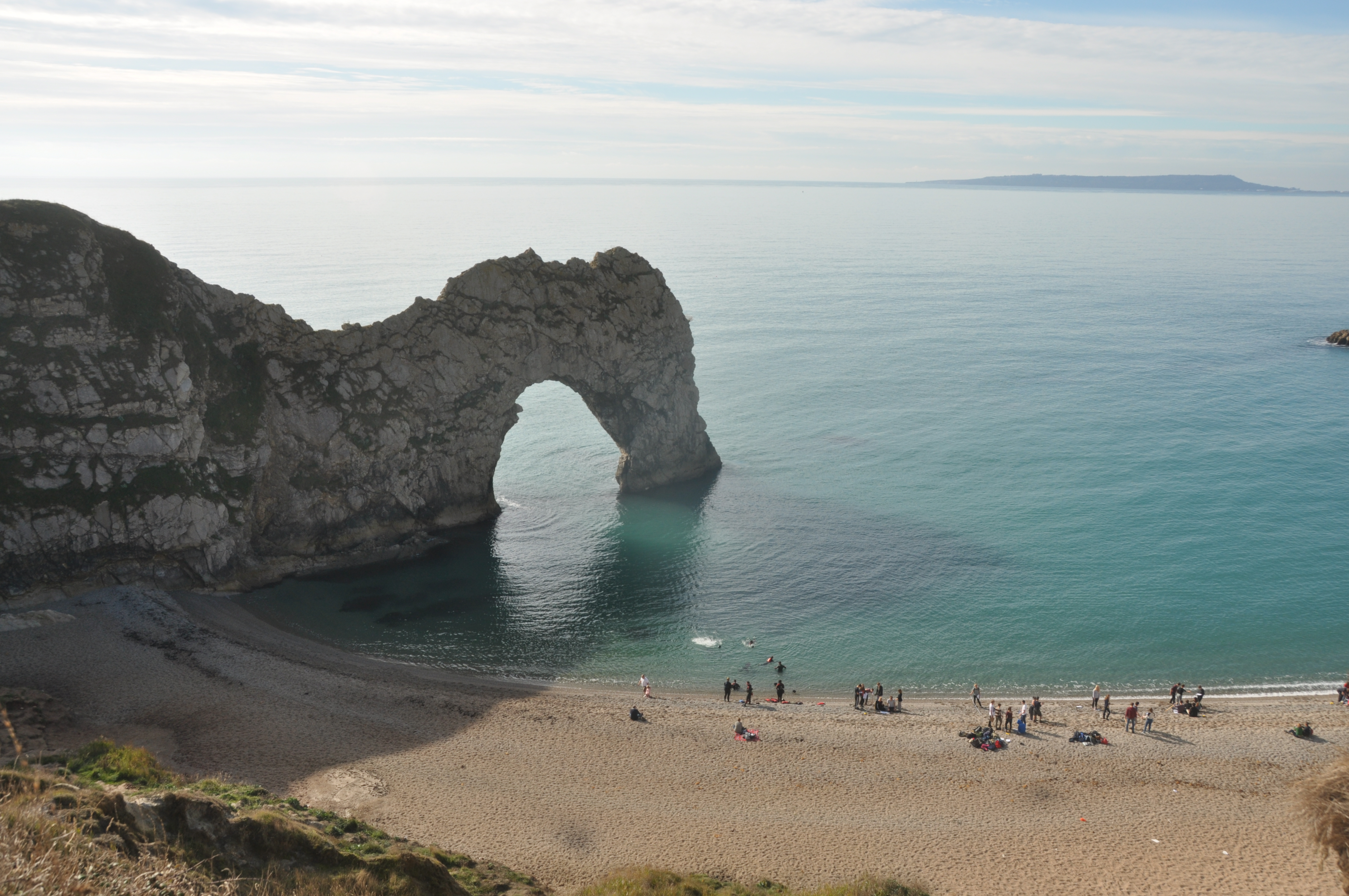
La gent a la platja mostra l'escala de l'arc. L'illa de Portland es pot veure a l'horitzó.

S'han filmat vídeos musicals a Durdle Door, incloent parts de " Shout " de Tears for Fears, " Loverboy " de Billy Ocean, " Saviour's Day " de Cliff Richard i " Tears of the Dragon " de Bruce Dickinson. .
El paisatge al voltant de Durdle Door s'ha utilitzat en escenes de diverses pel·lícules, incloent Wilde (1997) protagonitzada per Stephen Fry, Nanny McPhee protagonitzada per Emma Thompson, la producció de 1967 de Far From The Madding Crowd (aquest últim també es va rodar al voltant de Scratchy Bottom), i la pel·lícula de Bollywood Housefull 3. El 2022, Durdle Door va ser on el Tretzè Doctor (Jodie Whittaker) es va regenerar en el Catorze Doctor (David Tennant), a l'episodi de Doctor Who " El poder del doctor ". La història infantil de Ron Dawson , Scary Bones meets els dinosaures de la Costa Juràssica, crea un mite de com va néixer Durdle Door, ja que un dinosaure "no descobert" anomenat Durdle Doorus es transforma màgicament en roca.
Arthur Moule, nascut a Dorset, amic de Thomas Hardy i missioner a la Xina, va escriure aquestes línies sobre Durdle Door per al seu llibre de poesia de 1879 Songs of heaven and home, escrit en una terra estrangera :
| « | Shall the tide thus ebb and flow for ever? and for evermore Rave the wave and glance the ripple through the rocks at Durdle Door? | » |

## Altres arcs naturals
- Arc de Cabo San Lucas
- Delicate Arch and Landscape Arch in the USA
- Durdle Pier, Isle of Portland
- Étretat, France
- Geology of Dorset
- Green Bridge of Wales
- Rocher Percé, Québec, Canada
- Stair Hole
- Swyre Head, Chaldon Down i a l'oest: Bat's Head